# 奴 (刑罰)
奴（やっこ）は、江戸時代の刑罰（身分刑）のひとつで、女性に対して科せられ人別帳から除き、個人に下げ渡し一種の奴婢身分とするもの。引取りを希望するものがあれば下げ渡し、多くは新吉原などの娼婦として使役された。
日本においては古来、人買など人身売買は一般的なことであり、その結果、奴隷的身分は存在していた。また、戦国時代以来、乱妨取り等の結果によってそのような身分になるものもあった。さらには、犯罪や身内の者の縁座に対する刑罰の一種として、このような身分になるものもあった。
徳川幕府が成立し、国内が安定すると、乱妨取りのような戦争の結果、奴隷身分に陥る例はなくなり、また、幕府は人身売買を禁止（1626年等）し、経済的な理由で奴隷的身分に陥ることも制度上なくなった。
このような中でも、刑罰としての奴刑は残り、1699年までの判決がまとめられた『御仕置裁許帳』には、売春を行った者や窃盗を行った者、その他夫や父親の犯罪の縁座により奴刑に処せられた例が多数見られる。
しかし公事方御定書においては、関所を男に従って抜けようとした者にこの刑が科せられる旨の規定がなされるのみであり、適用されることが例外的になったことがうかがえる。なお、引き取り手がいない場合は、昼間は牢内の洗濯などに従事させ、夜は牢に収容した。
奴刑に類する刑として、私娼に対して、新吉原で女郎として3ヵ年の年季奉公を科するというものがあり、そのような女郎は「奴女郎」と呼ばれ最下級の扱いを受けた。